# Складчатогуб Ротона
Складчатогуб Ротона (лат. Otomops wroughtoni) — вид летучих мышей семейства складчатогубов. Ранее считался эндемиком района Западных Гат в Индии, но недавно он был обнаружен в северо-восточной Индии и в отдалённой части Камбоджи. Считается видом, находящимся на грани полного исчезновения из-за потери среды обитания и ограниченного ареала.

## Распространение
В Индии этот вид встречается в двух местах: в южном индийском штате Карнатака и в штате Мегхалая на северо-востоке Индии. В штате Карнатака он обнаружен в пещерах Барапеды, расположенных между Кришнапуром и Талевади, в районе Белгаум, рядом с заповедником дикой природы Бхимгад, недалеко от штата Гоа. Это было единственное известное место обитания вида в течение многих лет. В 2000 году о находке складчатогуба Ротона сообщили из Камбоджи. В Мегхалае он был обнаружен в 2001 году в пещере Сиджу около деревни Нонграи примерно посередине между двумя предыдущими местами находок.
В 2001 году в Мегхалае был найден всего один экземпляр вида. С тех пор там долгое время не было зарегистрировано ни одного случая обнаружения складчатогуба Ротона и его обитание в данной местности было поставлено под сомнение. В феврале 2014 года Manuel Ruedi et al. обнаружили три колонии этого вида в Мегхалае. Они сообщают, что в этих местах обитают около ста особей, что удваивает размер известной науке популяции этой летучей мыши.

## Описание
Длина тела с головой 60—103 мм, длина хвоста 30—50 мм. Длина предплечья: 63—67 мм. Вес самцов около 36, самок около 27 г. У этого вида большие уши, направленные вперёд, соединённые между собой перепонкой над лбом. Мордочка лишена шерсти, ноздри большие и заметные. Шерсть короткая и бархатистая. Мех на макушке, спине и крупе насыщенного тёмно-коричневого цвета. На каждом боку тонкая белая кайма, простирающаяся от подмышки до паха и на перепонках предплечий. Плечи и верхняя часть спины бледного серовато-белого цвета. Брюшко тускло-коричневое, с контрастным серым пятном на подбородке и верхней части груди. Небольшой горловой мешок есть у обоих полов.

## Поведение
Очень мало известно об экологии этого вида. Он считается активным в течение всего года. Его диета неизвестна, но, вероятно, он питается насекомыми, как и другие складчатогубые. Активны в ночное время, а днем скрываются в пещерах. В Индии они живут небольшими группами, обычно от пяти до семи особей, в узких промежутках и глубоких впадинах на потолке пещеры. Считается, что самки приносят по одному детёнышу раз в году. У части самок этого вида, собранных в Индии в декабре, были новорождённые, в то время как другие находились на грани родов.

## Угрозы
Этот вид считался одним из 15 наиболее угрожаемых видов летучих мышей, пока не были обнаружены две новые колонии. Новые открытия дали исследователям повод надеяться, что вид может быть распространён гораздо шире, чем известно сегодня. Тем не менее, этот вид чрезвычайно уязвим для разрушения среды обитания и нарушения жизнедеятельности, и популяция из Западных Гат может страдать из-за деятельности горнодобывающих, лесозаготовительных и гидроэнергетических компаний. Их среде обитания угрожают шахтёры и подрядчики, занимающиеся добычей известняка, и пещера Барапеде может быть затоплена, если близлежащую реку Махадеи запрудят для постройки гидроэлектростанции, согласно предложению правительства штата Карнатака.